# Leichtathletik-Weltmeisterschaften 1983/100 m der Männer

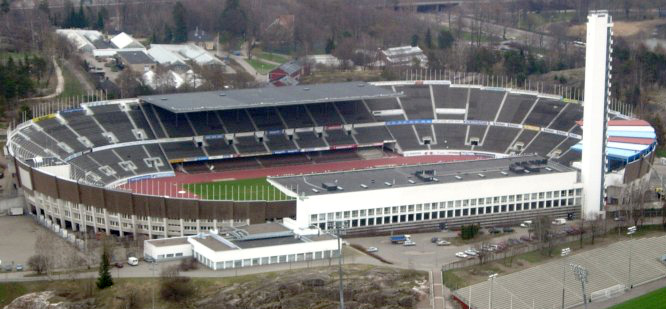
Das Olympiastadion in Helsinki

Der 100-Meter-Lauf der Männer bei den Leichtathletik-Weltmeisterschaften 1983 fand am 7. und 8. August 1983 in Helsinki, Finnland, statt.
An den Weltmeisterschaften nahmen 65 Athleten aus 48 Ländern teil. Die US-Amerikaner verzeichneten einen Dreifacherfolg in diesem Wettbewerb. Weltmeister wurde Carl Lewis, zwei Tage später auch Goldmedaillengewinner im Weitsprung sowie am Schlusstag als Mitglied der US-amerikanischen 4-mal-100-Meter-Staffel. Er siegte vor Calvin Smith, der eine knappe Woche später das Rennen über 200 Meter gewann und ebenfalls als Mitglied der US-amerikanischen 4-mal-100-Meter-Staffel am Schlusstag eine zweite Goldmedaille errang. Bronze ging an Emmit King, der wie Carl Lewis und Calvin Smith am Schlusstag mit der Sprintstaffel siegte.

## Rekorde
Vor dem Wettbewerb galten folgende Rekorde:
| Weltrekord               | Calvin Smith                                                               | 9,93 s                                                                     | Colorado Springs, Vereinigte Staaten                                       | 3. Juli 1983                                                               |
| Weltmeisterschaftsrekord | Es gab noch keine WM-Rekorde, die Veranstaltung wurde erstmals ausgetragen | Es gab noch keine WM-Rekorde, die Veranstaltung wurde erstmals ausgetragen | Es gab noch keine WM-Rekorde, die Veranstaltung wurde erstmals ausgetragen | Es gab noch keine WM-Rekorde, die Veranstaltung wurde erstmals ausgetragen |

Die Windbedingungen waren in zahlreichen Rennen nicht günstig, allzu oft hatten die Sprinter mit Gegenwind zu kämpfen. Der WM-Rekord wurde nach und nach auf zuletzt 10,07 s gesteigert (Carl Lewis, USA im Finale am 8. August 1983).

## Vorläufe
7. August 1983
Aus den neun Vorläufen qualifizierten sich die jeweils drei Ersten jedes Laufes – hellblau unterlegt – und zusätzlich die fünf Zeitschnellsten – hellgrün unterlegt – für das Viertelfinale.

### Lauf 1

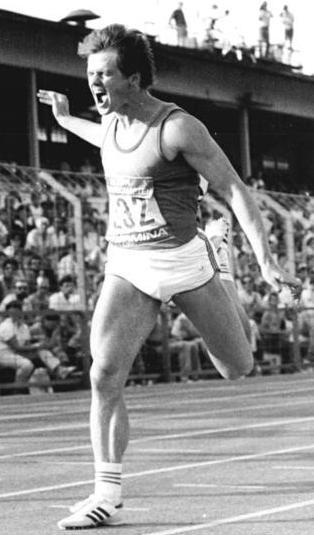
Als Achter seines Rennens scheiterte Thomas Schröder erst im Halbfinale

Wind: −1,0 m/s
| Platz | Athlet               | Land                | Zeit (s) |
| ----- | -------------------- | ------------------- | -------- |
| 1     | Luke Watson          | Großbritannien      | 10,64 CR |
| 2     | Walentin Atanassow   | Bulgarien           | 10,66    |
| 3     | Lester Benjamin      | Antigua und Barbuda | 10,76    |
| 4     | Mohamed Yudi Purnomo | Indonesien          | 10,76    |
| 5     | Thurston Ross        | Trinidad und Tobago | 11,08    |
| 6     | Peni Bati            | Fidschi             | 11,11    |
|       | Şükrü Çaprazlı       | Türkei              | DNS      |

### Lauf 2

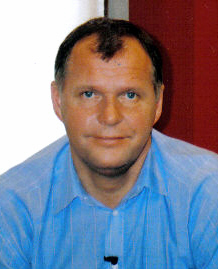
Als Siebter seines Rennens schied Marian Woronin im Viertelfinale aus

Wind: +1,8 m/s
| Platz | Athlet            | Land                    | Zeit (s) |
| ----- | ----------------- | ----------------------- | -------- |
| 1     | Juan Núñez        | Dominikanische Republik | 10,38 CR |
| 2     | Innocent Egbunike | Nigeria                 | 10,44    |
| 3     | Ben Johnson       | Kanada                  | 10,45    |
| 4     | Everard Samuels   | Jamaika                 | 10,57    |
| 5     | Oumar Faye        | Gambia                  | 10,76    |
| 6     | Chian-Shin Hwang  | Chinesisch Taipeh       | 10,82    |
| 7     | John Albertie     | St. Lucia               | 10,90    |
| 8     | Joske Teabuge     | Nauru                   | 12,20    |

### Lauf 3

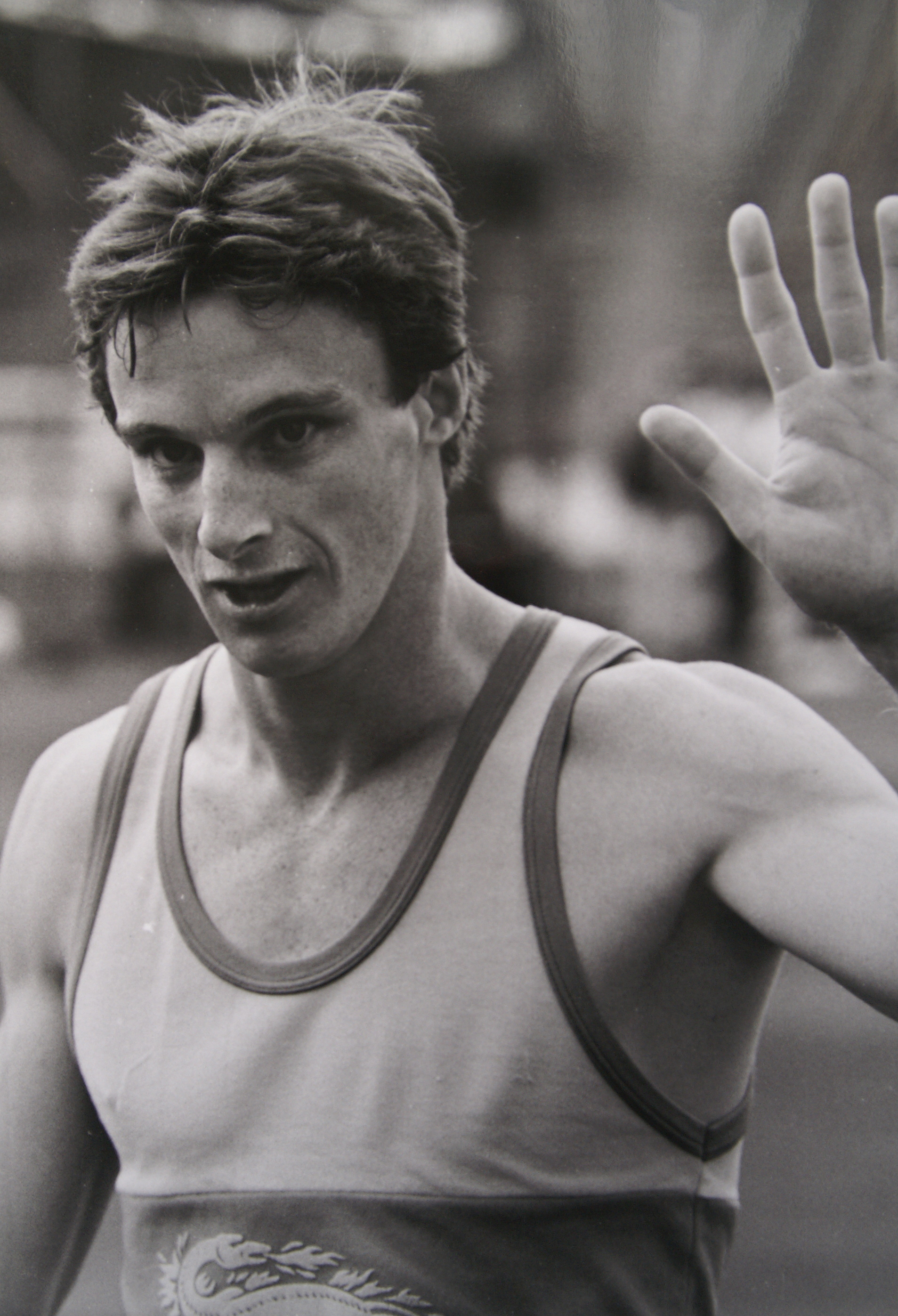
Antoine Richards sechster Platz im vierten Viertelfinale reichte nicht zum Weiterkommen

Wind: +1,2 m/s
| Platz | Athlet                 | Land           | Zeit (s) |
| ----- | ---------------------- | -------------- | -------- |
| 1     | Carl Lewis             | USA            | 10,34 CR |
| 2     | Cameron Sharp          | Großbritannien | 10,44    |
| 3     | Osvaldo Lara           | Kuba           | 10,47    |
| 4     | Earl Haley             | Guyana         | 10,77    |
| 5     | Earle Laing            | Jamaika        | 10,91    |
| 6     | Pit Rapuan             | Malaysia       | 11,03    |
| 7     | Vicente Daniel Ibrahim | Mosambik       | 11,20    |

### Lauf 4
Wind: −0,2 m/s
| Platz | Athlet          | Land       | Zeit (s) |
| ----- | --------------- | ---------- | -------- |
| 1     | Desai Williams  | Kanada     | 10,31 CR |
| 2     | Paul Narracott  | Australien | 10,38    |
| 3     | Frank Emmelmann | DDR        | 10,40    |
| 4     | Jouko Hassi     | Finnland   | 10,58    |
| 5     | Gregory Simons  | Bermuda    | 10,78    |
| 6     | Moussa Savadogo | Mali       | 10,88    |
| 7     | Alan Zammit     | Malta      | 11,25    |
| 8     | José Flores     | Honduras   | 11,31    |

### Lauf 5
Wind: +0,7 m/s
| Platz | Athlet            | Land      | Zeit (s) |
| ----- | ----------------- | --------- | -------- |
| 1     | Calvin Smith      | USA       | 10,30 CR |
| 2     | Ferenc Kiss       | Ungarn    | 10,45    |
| 3     | Marian Woronin    | Polen     | 10,50    |
| 4     | Robson da Silva   | Brasilien | 10,51    |
| 5     | Joseph Leota      | Westsamoa | 10,92    |
| 6     | Georges Taniel    | Vanuatu   | 11,02    |
| 7     | Nguyễn Trương Hòa | Vietnam   | 11,16    |

### Lauf 6
Wind: −0,5 m/s
| Platz | Athlet                | Land         | Zeit (s) |
| ----- | --------------------- | ------------ | -------- |
| 1     | Pierfrancesco Pavoni  | Italien      | 10,33    |
| 2     | Emmit King            | USA          | 10,41    |
| 3     | Thomas Schröder       | DDR          | 10,41    |
| 4     | Gerrard Keating       | Australien   | 10,57    |
| 5     | Kosmas Stratos        | Griechenland | 10,65    |
| 6     | Christopher Madzokere | Simbabwe     | 10,84    |
| 7     | Rubén Inácio          | Angola       | 10,92    |

### Lauf 7
Wind: +1,8 m/s
| Platz | Athlet                   | Land                    | Zeit (s) |
| ----- | ------------------------ | ----------------------- | -------- |
| 1     | Allan Wells              | Großbritannien          | 10,37    |
| 2     | Christian Haas           | BR Deutschland          | 10,39    |
| 3     | Chidi Imoh               | Nigeria                 | 10,55    |
| 4     | Nikolai Sidorow          | Sowjetunion             | 10,59    |
| 5     | Wilfredo Almonte         | Dominikanische Republik | 10,72    |
| 6     | Giorgio Mautiño Batuello | Peru                    | 10,85    |
| 7     | Banana Jarjue            | Gambia                  | 11,04    |
| 8     | Trevor Davis             | Anguilla                | 11,53    |

### Lauf 8
Wind: +2,3 m/s
| Platz | Athlet                 | Land                         | Zeit (s) |
| ----- | ---------------------- | ---------------------------- | -------- |
| 1     | Raymond Stewart        | Jamaika                      | 10,22 CR |
| 2     | Christopher Brathwaite | Trinidad und Tobago          | 10,33    |
| 3     | Ernest Obeng           | Ghana                        | 10,35    |
| 4     | István Tatár           | Ungarn                       | 10,45    |
| 5     | Harouna Palé           | Obervolta                    | 10,58    |
| 6     | Neville Hodge          | Amerikanische Jungferninseln | 10,59    |
| 7     | Adnan Abu Lawi         | Jordanien                    | 11,17    |

### Lauf 9
Wind: +1,3 m/s
| Platz | Athlet                | Land              | Zeit (s) |
| ----- | --------------------- | ----------------- | -------- |
| 1     | Leandro Peñalver      | Kuba              | 10,24    |
| 2     | Tony Sharpe           | Kanada            | 10,31    |
| 3     | Wiktor Bryshin        | Sowjetunion       | 10,33    |
| 4     | Antoine Richard       | Frankreich        | 10,34    |
| 5     | Suchart Jaesuraparp   | Thailand          | 10,63    |
| 6     | Jean-Yves Mallat      | Libanon           | 11,04    |
| 7     | Mohamad Ismail Bakaki | Afghanistan       | 12,33    |
|       | Lee Kuo-sheng         | Chinesisch Taipeh | DNS      |

## Viertelfinale
7. August 1983
Aus den vier Viertelfinalläufen qualifizierten sich die jeweils vier Ersten jedes Laufes – hellblau unterlegt – für das Halbfinale.

### Lauf 1
Wind: +1,1 m/s
| Platz | Athlet            | Land           | Zeit (s) |
| ----- | ----------------- | -------------- | -------- |
| 1     | Calvin Smith      | USA            | 10,27    |
| 2     | Tony Sharpe       | Kanada         | 10,36    |
| 3     | Paul Narracott    | Australien     | 10,37    |
| 4     | Thomas Schröder   | DDR            | 10,45    |
| 5     | Ernest Obeng      | Ghana          | 10,51    |
| 6     | Innocent Egbunike | Nigeria        | 10,52    |
| 7     | Luke Watson       | Großbritannien | 10,57    |
| 8     | Everard Samuels   | Jamaika        | 10,65    |

### Lauf 2
Wind: +0,8 m/s
| Platz | Athlet                 | Land                | Zeit (s) |
| ----- | ---------------------- | ------------------- | -------- |
| 1     | Carl Lewis             | USA                 | 10,20 CR |
| 2     | Raymond Stewart        | Jamaika             | 10,37    |
| 3     | Cameron Sharp          | Großbritannien      | 10,41    |
| 4     | Frank Emmelmann        | DDR                 | 10,46    |
| 5     | Christopher Brathwaite | Trinidad und Tobago | 10,57    |
| 6     | Robson da Silva        | Brasilien           | 10,66    |
| 7     | Marian Woronin         | Polen               | 10,72    |
| 8     | Lester Benjamin        | Antigua und Barbuda | 10,86    |

### Lauf 3
Wind: −1,1 m/s
| Platz | Athlet          | Land                    | Zeit (s) |
| ----- | --------------- | ----------------------- | -------- |
| 1     | Desai Williams  | Kanada                  | 10,31    |
| 2     | Allan Wells     | Großbritannien          | 10,37    |
| 3     | Juan Núñez      | Dominikanische Republik | 10,39    |
| 4     | Osvaldo Lara    | Kuba                    | 10,44    |
| 5     | Chidi Imoh      | Nigeria                 | 10,45    |
| 6     | Wiktor Bryshin  | Sowjetunion             | 10,55    |
| 7     | Gerrard Keating | Australien              | 10,59    |
| 8     | István Tatár    | Ungarn                  | 10,65    |

### Lauf 4
Wind: −1,2 m/s
| Platz | Athlet               | Land           | Zeit (s) |
| ----- | -------------------- | -------------- | -------- |
| 1     | Emmit King           | USA            | 10,30    |
| 2     | Christian Haas       | BR Deutschland | 10,36    |
| 3     | Leandro Peñalver     | Kuba           | 10,38    |
| 4     | Ben Johnson          | Kanada         | 10,40    |
| 5     | Pierfrancesco Pavoni | Italien        | 10,44    |
| 6     | Antoine Richard      | Frankreich     | 10,44    |
| 7     | Ferenc Kiss          | Ungarn         | 10,53    |
| 8     | Walentin Atanassow   | Bulgarien      | 10,63    |

## Halbfinale
8. August 1983
Aus den beiden Halbfinalläufen qualifizierten sich die jeweils vier Ersten jedes Laufes – hellblau unterlegt – für das Finale.

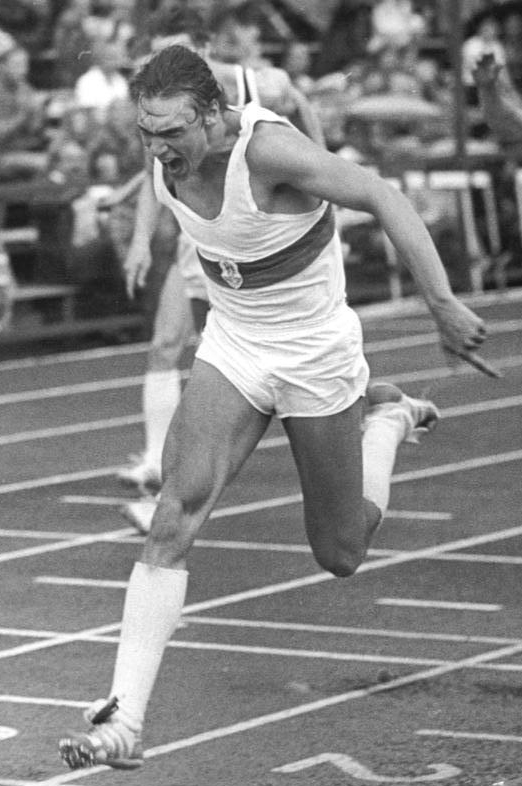
Frank Emmelmann verfehlte die Finalteilnahme um einen Rang

### Lauf 1
Wind: −0,8 m/s
| Platz | Athlet           | Land                    | Zeit (s) |
| ----- | ---------------- | ----------------------- | -------- |
| 1     | Calvin Smith     | USA                     | 10,22    |
| 2     | Allan Wells      | Großbritannien          | 10,35    |
| 3     | Juan Núñez       | Dominikanische Republik | 10,36    |
| 4     | Emmit King       | USA                     | 10,36    |
| 5     | Frank Emmelmann  | DDR                     | 10,40    |
| 6     | Ben Johnson      | Kanada                  | 10,44    |
| 7     | Tony Sharpe      | Kanada                  | 10,44    |
| 8     | Leandro Peñalver | Kuba                    | 10,47    |

### Lauf 2
Wind: −1,0 m/s
| Platz | Athlet          | Land           | Zeit (s) |
| ----- | --------------- | -------------- | -------- |
| 1     | Carl Lewis      | USA            | 10,28    |
| 2     | Paul Narracott  | Australien     | 10,38    |
| 3     | Desai Williams  | Kanada         | 10,39    |
| 4     | Christian Haas  | BR Deutschland | 10,39    |
| 5     | Raymond Stewart | Jamaika        | 10,40    |
| 6     | Cameron Sharp   | Großbritannien | 10,43    |
| 7     | Osvaldo Lara    | Kuba           | 10,46    |
| 8     | Thomas Schröder | DDR            | 10,52    |

## Finale

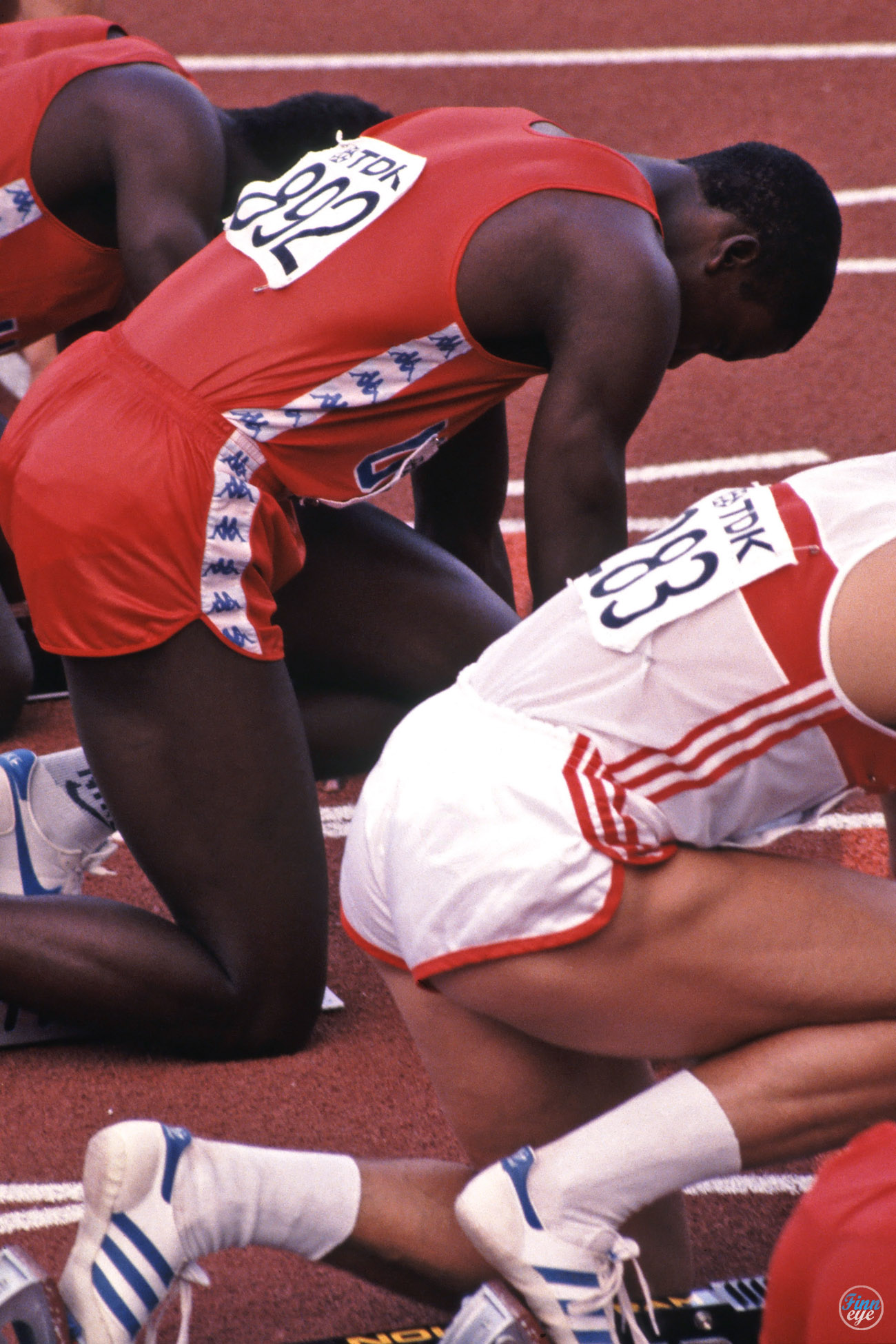
Start im 100-Meter-Rennen: Carl Lewis (links in Rot) und Christian Haas (weißes Trikot)
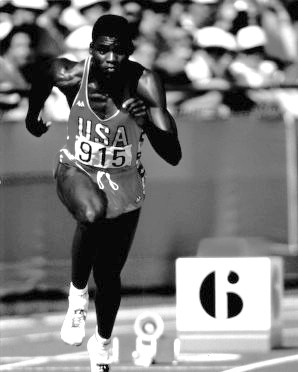
Weltmeister Carl Lewis errang seinen ersten großen Titel

8. August 1983
Wind: −0,3 m/s
| Platz | Athlet         | Land                    | Zeit (s) |
| ----- | -------------- | ----------------------- | -------- |
|       | Carl Lewis     | USA                     | 10,07 CR |
|       | Calvin Smith   | USA                     | 10,21    |
|       | Emmit King     | USA                     | 10,24    |
| 4     | Allan Wells    | Großbritannien          | 10,27    |
| 5     | Juan Núñez     | Dominikanische Republik | 10,29    |
| 6     | Christian Haas | BR Deutschland          | 10,32    |
| 7     | Paul Narracott | Australien              | 10,33    |
| 8     | Desai Williams | Kanada                  | 10,36    |